# Volta a Suïssa
|  | Aquest article és sobre la competició masculina. Per a la competició masculina, vegeu Volta a Suïssa femenina |

La Volta a Suïssa (Tour de Suisse en francès) és una cursa ciclista per etapes que es disputa per les carreteres de Suïssa des de l'any 1933. Es disputa al mes de juny, amb la qual cosa es converteix en una prova ideal per preparar el Tour de França. És una prova a mida dels escaladors. Actualment està inscrita al programa de l'UCI World Tour.
Compta en el seu palmarès a ciclistes com Gino Bartali, Eddy Merckx o Jan Ullrich, sent l'italià Pasquale Fornara l'únic que l'ha guanyat en quatre ocasions.

## Palmarès
| Any                    | Vencedor                     | Segon                   | Tercer                          |         |
| ---------------------- | ---------------------------- | ----------------------- | ------------------------------- | ------- |
| 1933                   | Max Bulla                    | Albert Büchi            | Gaspard Rinaldi                 |         |
| 1934                   | Ludwig Geyer                 | Léon Level              | Francesco Camusso               |         |
| 1935                   | Gaspard Rinaldi              | Léo Amberg              | Henri Garnier                   |         |
| 1936                   | Henri Garnier                | Gustaaf Deloor          | Léo Amberg                      |         |
| 1937                   | Karl Litschi                 | Léo Amberg              | Walter Blattmann                |         |
| 1938                   | Giovanni Valetti             | Arsène Mersch           | Severino Canavesi               |         |
| 1939                   | Robert Zimmermann            | Max Bolliger            | Christophe Didier               |         |
| 1940 no disputada      |                              |                         |                                 |         |
| 1941                   | Josef Wagner                 | Werner Buchwalder       | Ferdi Kübler                    |         |
| 1942                   | Ferdi Kübler                 | Willy Kern              | Fritz Stocker                   |         |
| 1943-1945 no disputada |                              |                         |                                 |         |
| 1946                   | Gino Bartali                 | Josef Wagner            | Aldo Ronconi                    |         |
| 1947                   | Gino Bartali                 | Giulio Bresci           | Stan Ockers                     |         |
| 1948                   | Ferdi Kübler                 | Giulio Bresci           | Hans Sommer                     |         |
| 1949                   | Gottfried Weilenmann         | Georges Aeschlimann     | Ernst Stettler                  |         |
| 1950                   | Hugo Koblet                  | Jean Goldschmit         | Aldo Ronconi                    |         |
| 1951                   | Ferdi Kübler                 | Hugo Koblet             | Alfredo Martini                 |         |
| 1952                   | Pasquale Fornara             | Ferdi Kübler            | Carlo Clerici                   |         |
| 1953                   | Hugo Koblet                  | Fritz Schär             | Danilo Barozzi                  |         |
| 1954                   | Pasquale Fornara             | Agostino Coletto        | Giancarlo Astrua                |         |
| 1955                   | Hugo Koblet                  | Stan Ockers             | Carlo Clerici                   |         |
| 1956                   | Rolf Graf                    | Fritz Schär             | Joseph Planckaert               |         |
| 1957                   | Pasquale Fornara             | Edgard Sorgeloos        | Attilio Moresi                  |         |
| 1958                   | Pasquale Fornara             | Hans Junkermann         | Antonino Catalano               |         |
| 1959                   | Hans Junkermann              | Henry Anglade           | Federico Martín Bahamontes      |         |
| 1960                   | Alfred Rüegg                 | Kurt Gimmi              | René Strehler                   |         |
| 1961                   | Attilio Moresi               | Hilaire Couvreur        | Alfred Rüegg                    |         |
| 1962                   | Hans Junkermann              | Franco Balmamion        | Aldo Moser                      |         |
| 1963                   | Giuseppe Fezzardi            | Rolf Maurer             | Attilio Moresi                  |         |
| 1964                   | Rolf Maurer                  | Franco Balmamion        | Italo Zilioli                   |         |
| 1965                   | Franco Bitossi               | Jos Huysmans            | Marcello Mugnaini               |         |
| 1966                   | Ambrogio Portalupi           | Carlo Chiappano         | Rudi Zollinger                  |         |
| 1967                   | Gianni Motta                 | Rolf Maurer             | Luis Pedro Santamarina Antoñana |         |
| 1968                   | Louis Pfenninger             | Robert Hagmann          | Herman Van Springel             |         |
| 1969                   | Vittorio Adorni              | Aurelio González Puente | Bernard Vifian                  |         |
| 1970                   | Roberto Poggiali             | Louis Pfenninger        | Primo Mori                      |         |
| 1971                   | Georges Pintens              | Louis Pfenninger        | Ugo Colombo                     |         |
| 1972                   | Louis Pfenninger             | Roger Pingeon           | Michele Dancelli                |         |
| 1973                   | José Manuel Fuente Lavandera | Donato Giuliani         | Wladimiro Panizza               |         |
| 1974                   | Eddy Merckx                  | Gösta Pettersson        | Louis Pfenninger                |         |
| 1975                   | Roger De Vlaeminck           | Eddy Merckx             | Louis Pfenninger                |         |
| 1976                   | Hennie Kuiper                | Michel Pollentier       | Josep Pesarrodona Altimira      |         |
| 1977                   | Michel Pollentier            | Lucien Van Impe         | Bert Pronk                      |         |
| 1978                   | Paul Wellens                 | Ueli Sutter             | Josef Fuchs                     |         |
| 1979                   | Wilfried Wesemael            | Rudy Pevenage           | Leonardo Mazzantini             |         |
| 1980                   | Mario Beccia                 | Josef Fuchs             | Joop Zoetemelk                  |         |
| 1981                   | Beat Breu                    | Josef Fuchs             | Leonardo Natale                 |         |
| 1982                   | Giuseppe Saronni             | Theo de Rooij           | Guido Van Calster               |         |
| 1983                   | Sean Kelly                   | Peter Winnen            | Jean-Marie Grezet               |         |
| 1984                   | Urs Zimmermann               | Acácio da Silva Mora    | Gerhard Zadrobilek              |         |
| 1985                   | Phil Anderson                | Niki Rüttimann          | Guido Winterberg                |         |
| 1986                   | Andrew Hampsten              | Robert Millar           | Greg LeMond                     |         |
| 1987                   | Andrew Hampsten              | Peter Winnen            | Fabio Enrique Parra Pinto       |         |
| 1988                   | Helmut Wechselberger         | Steve Bauer             | Acácio da Silva Mora            |         |
| 1989                   | Beat Breu                    | Daniel Steiger          | Jörg Müller                     |         |
| 1990                   | Sean Kelly                   | Robert Millar           | Andrew Hampsten                 |         |
| 1991                   | Luc Roosen                   | Pascal Richard          | Andrew Hampsten                 |         |
| 1992                   | Giorgio Furlan               | Gianni Bugno            | Fabian Jeker                    |         |
| 1993                   | Marco Saligari               | Rolf Järmann            | Fernando Escartín Coti          |         |
| 1994                   | Pascal Richard               | Vladímir Pulnikov       | Gianluca Pierobon               |         |
| 1995                   | Pàvel Tonkov                 | Alex Zülle              | Zenon Jaskuła                   |         |
| 1996                   | Peter Luttenberger           | Gianni Faresin          | Gianni Bugno                    |         |
| 1997                   | Christophe Agnolutto         | Oscar Camenzind         | Jan Ullrich                     |         |
| 1998                   | Stefano Garzelli             | Beat Zberg              | Wladimir Belli                  |         |
| 1999                   | Francesco Casagrande         | Laurent Jalabert        | Gilberto Simoni                 |         |
| 2000                   | Oscar Camenzind              | Dario Frigo             | Wladimir Belli                  |         |
| 2001                   | Lance Armstrong              | Gilberto Simoni         | Wladimir Belli                  |         |
| 2002                   | Alex Zülle                   | Piotr Wadecki           | Nicolas Fritsch                 |         |
| 2003                   | Alekszandr Vinokurov         | Giuseppe Guerini        | Óscar Pereiro Sio               |         |
| 2004                   | Jan Ullrich                  | Fabian Jeker            | Dario David Cioni               |         |
| 2005                   | Aitor González Jiménez       | Michael Rogers          | Jan Ullrich                     |         |
| 2006                   | Jan Ullrich                  | Koldo Gil Pérez         | Jörg Jaksche                    |         |
| 2007                   | Vladímir Karpets             | Kim Kirchen             | Stijn Devolder                  |         |
| 2008                   | Roman Kreuziger              | Andreas Klöden          | Igor Antón Hernández            |         |
| 2009                   | Fabian Cancellara            | Tony Martin             | Roman Kreuziger                 |         |
| 2010                   | Fränk Schleck                | Lance Armstrong         | Jakob Fuglsang                  |         |
| 2011                   | Levi Leipheimer              | Damiano Cunego          | Steven Kruijswijk               |         |
| 2012                   | Rui Alberto Faria da Costa   | Fränk Schleck           | Levi Leipheimer                 |         |
| 2013                   | Rui Alberto Faria da Costa   | Bauke Mollema           | Roman Kreuziger                 |         |
| 2014                   | Rui Alberto Faria da Costa   | Mathias Frank           | Bauke Mollema                   |         |
| 2015                   | Simon Špilak                 | Geraint Thomas          | Tom Dumoulin                    |         |
| 2016                   | Miguel Ángel López Moreno    | Ion Izagirre Insausti   | Warren Barguil                  |         |
| 2017                   | Simon Špilak                 | Damiano Caruso          | Steven Kruijswijk               |         |
| 2018                   | Richie Porte                 | Jakob Fuglsang          | Nairo Quintana Rojas            |         |
| 2019                   | Egan Bernal Gómez            | Rohan Dennis            | Patrick Konrad                  |         |
| 2020                   | suspesa                      | suspesa                 | suspesa                         | suspesa |
| 2021                   | Richard Carapaz Montenegro   | Rigoberto Urán          | Jakob Fuglsang                  |         |
| 2022                   | Geraint Thomas               | Sergio Higuita García   | Jakob Fuglsang                  |         |
| 2023                   | Mattias Skjelmose            | Juan Ayuso Pesquera     | Remco Evenepoel                 |         |
| 2024                   | Adam Yates                   | João Almeida            | Mattias Skjelmose               |         |
| 2025                   | João Almeida                 | Kévin Vauquelin         | Oscar Onley                     |         |

### Palmarès per països
| País          | Núm. de victòries |
| ------------- | ----------------- |
| Suïssa        | 23                |
| Itàlia        | 19                |
| Bèlgica       | 8                 |
| Alemanya      | 4                 |
| Àustria       | 3                 |
| França        | 3                 |
| Espanya       | 3                 |
| Estats Units  | 3                 |
| Portugal      | 3                 |
| Irlanda       | 2                 |
| Rússia        | 2                 |
| Eslovènia     | 2                 |
| Austràlia     | 2                 |
| Colòmbia      | 2                 |
| Països Baixos | 1                 |
| Kazakhstan    | 1                 |
| Txèquia       | 1                 |
| Luxemburg     | 1                 |
| Equador       | 1                 |
| Regne Unit    | 1                 |
| Dinamarca     | 1                 |

## Els mallots distintius
Fins al 2009 eren:
| Classificació general | Punts | Muntanya | Esprints |
| Classificació general | Punts | Muntanya | Esprints |
| --------------------- | ----- | -------- | -------- |

Des del 2010 són:
| Maillot groc          | Premi de la muntanya | Maillot blanc | Mallot blau |
| Classificació general | Punts                | Muntanya      | Esprints    |
| --------------------- | -------------------- | ------------- | ----------- |